# Bălți-Oraș
Bălți-Oraș (rum. Gara Bălți-Oraș) – stacja kolejowa w Bielcach, w Mołdawii. Stacja jest obsługiwana przez pociągi Calea Ferată din Moldova (CFM). Węzeł kolejowy na linii Bielce – Ungheni i Bielce – Ocnița.
Gmach dworca kolejowego został zbudowany w stylu neoromańskim z widocznymi wpływami konstruktywizmu, znajdującym się na liście zabytków architektury o znaczeniu krajowym. W okresie powojennym zburzono część kompleksu budynków. 

## Linie kolejowe
- Linia Bielce – Ungheni
- Linia Bielce – Ocnița